# Pó facial
Em cosmética, o pó facial é um pó usado para preencher as imperfeições da pele. É formado por micropartículas de minerais. Geralmente é utilizado após a sequência corretivo/base. Garante melhor fixação da maquiagem e evita o brilho excessivo da pele.

## História
O pó facial já foi chamado pó de arroz. E embora fosse aplicado à face com a intenção de deixar a mulher mais próxima ao padrão de beleza vigente na época, o seu uso seguia normas bem diferentes das atuais. Se antes a intenção era carregar nas camadas de pó para esconder a cor natural da pele, hoje o toque do pincel é sutil e tem como finalidade dar um melhor acabamento à maquiagem, valorizando a beleza natural da mulher.
Durante um longo período da história, as sociedades europeias, e mesmo as asiáticas, valorizaram o rosto alvo das mulheres ou quase pálido, em contraposição à pele queimada de sol, exibida pelos camponeses. Ter pele de porcelana era sinal de status e as mulheres se empenhavam em aplicar generosas camadas de pó para deixá-las brancas como a neve.
Registros históricos apontam que, durante todo o período Heian, que vigorou do século IX ao XII no Japão, o padrão de beleza vigente tinha como modelo ideal a pele clara exibida pela elite imperial. Para conseguir tal efeito, as mulheres costumavam aplicar um pó encorpado, elaborado a partir da mistura da pasta de argila com a farinha de arroz. Muito provavelmente venha daí o nome "pó de arroz".
Também existem relatos bastante remotos no uso de pastas cremosas elaboradas à base de leite de animais e pó de chumbo entre os egípcios, gregos e romanos, com a finalidade de deixar a pele um tom mais claro do que o natural. Na Europa, aliás, esse padrão de beleza vigorou até o século XIX. Somente nos anos 20 esse hábito deixou de existir.
A partir de então o pó facial mudou de tom e de atribuição ao deixar de empalidecer a pele. Mas ainda assim era aplicado em abundância pelas mulheres até os anos 1980.
A evolução dos produtos e a diversidade observada nos tons das peles de brancas, negras e asiáticas, conferiram ao pó facial e ao pó facial texturas mais leves e uma palheta de cores, do marrom ao bege claro, para que as mulheres possam escolher a cor do produto que mais se assemelha ao seu tom natural da pele.

### Pó facial e pó compacto
A composição, a textura e o acabamento oferecidos pelo pó compacto ou facial são muito semelhantes. O compacto, como o próprio nome indica, apresenta o pó “prensado” na embalagem e é ideal para ser carregado na bolsa com a finalidade de retocar a maquiagem. Já o facial é apresentado solto.